# Francisco Araiza
José Francisco Araiza (ur. 4 października 1950 w Meksyku) – meksykański śpiewak operowy, tenor.

## Życiorys
Studiował u Irmy Gonzales w konserwatorium w Meksyku, na scenie operowej zadebiutował w 1970 roku jako Jaquino w Fideliu Ludwiga van Beethovena. Następnie kreował role Kawalera Des Grieux w Manon Jules’a Masseneta i Rudolfa w Cyganerii Giacoma Pucciniego. Po dalszych studiach u Richarda Holma i Erika Werby w Monachium zaczął występować na scenach europejskich, debiutując w 1975 roku w Karlsruhe jako Ferrando w Così fan tutte W.A. Mozarta. W 1978 roku, po sukcesie w roli Sternika w Holendrze tułaczu Richarda Wagnera na festiwalu w Bayreuth, został zaangażowany przez Herberta von Karajana do Opery Wiedeńskiej, gdzie kreował rolę Tamina w Czarodziejskim flecie. W 1983 roku wystąpił w Covent Garden Theatre w Londynie jako Ernesto w Don Pasquale Gaetana Donizettiego. W 1984 roku jako Belmonte w Uprowadzeniu z seraju debiutował na deskach Metropolitan Opera w Nowym Jorku. W 1990 roku w Wenecji kreował tytułową rolę w Lohengrinie.
Zdobył sławę przede wszystkim rolami w operach Richarda Wagnera oraz jako interpretator partii lirycznych we włoskim repertuarze operowym. Występował też jako śpiewak koncertujący i z repertuarem pieśniarskim.